# Beta-relaksacija
Beta-relaksacija (β-relaksacija, engleski "beta relaxation") je vrsta relaksacije kod proizvodnje polimera. Beta-relaksacija je ona koja se javlja pri drugoj najvišoj temperaturi ili drugoj najnižoj frekvenciji na krivulji gubitaka polimera. Najveće vrijednost pri ovim uvjetima zove se beta-relaksacijski maksimum. Ako se radi o amorfnim amorfnim polimerima, ova je vrsta relaksacije općenito u svezi s lokaliziranim gibanjima samo nekoliko atoma polimernog lanca ili je posljedica gibanja bočne skupine. Kad je slučaj nekih kristalastih polimera, ova relaksacija odgovara staklastog prijelaza.

## Beta-relaksacijski maksimum
Beta-relaksacijski maksimum, beta-maksimum gubitaka (engleski "beta relaxation peak", "betaa loss peak") vrijednost je beta-relaksacije, to jest pri drugoj najvišoj temperaturi ili drugoj najnižoj frekvenciji na krivulji gubitaka polimera. Javlja se pri nižim temperaturama ili višim frekvencijama nego alfa-relaksacijski maksimum i spada u sekundarne alfa-relaksacijski maksimumi. Poslije bete slijedi gama-relaksacijski maksimum (maksimumim gubitak).